# Фридрих Меркер (награда)
Литературната награда за есеистика „Фридрих Меркер“ (на немски: Friedrich-Märker-Preis) е наречена на баварския есеист Фридрих Меркер. От 1986 до 2001 г. се присъжда ежегодно от мюнхенската Фондация за насърчаване на литературата.
Отличието е на стойност 4000 €.

## Носители на наградата
- 1987: Мартин Грегор-Делин
- 1988: Хорст Крюгер
- 1989: Карл Амери
- 1990: Харалд Вайнрих
- 1991: Райнхард Баумгарт
- 1992: Ева Хесе
- 1993: Карл Хайнц Крамберг
- 1994: Виланд Шмит
- 1995: Рюдигер Сафрански
- 1996: Кристоф Дикман
- 1997: Ханс Кригер
- 1998: Конрад Адам
- 1999: Петер Слотердайк
- 2000: Ервин Харгаф
- 2001: Петер фон Мат
- 2002: Анита Албус